# Statuette der Nike (NAMA 160)

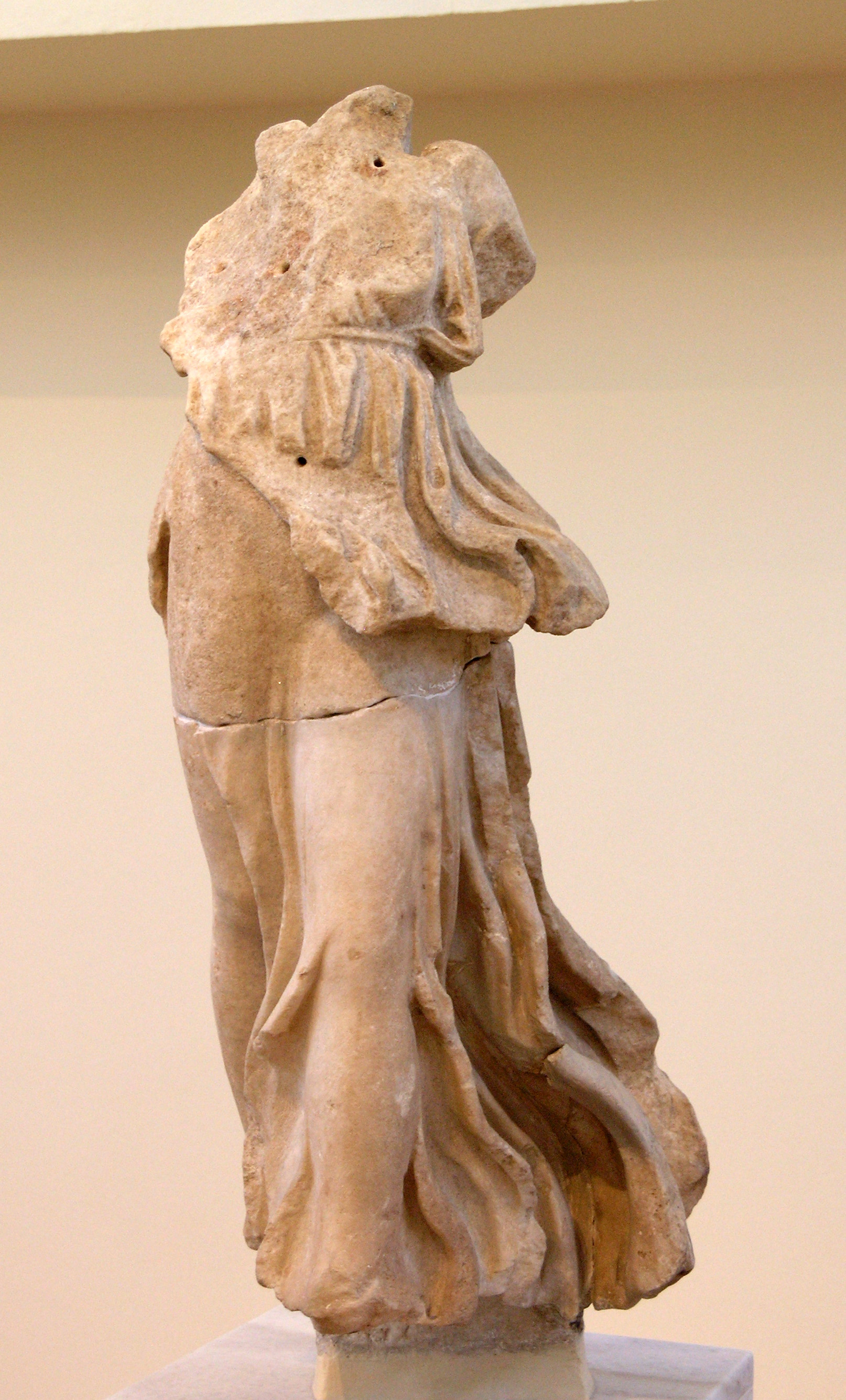
Seitenansicht

Die Statuette der Nike im Archäologischen Nationalmuseum Athen (NAMA) mit der Inventarnummer 160 wird ins späte 4. Jahrhunderts v. Chr. datiert.
Die in Epidauros gefundene Statuette wurde aus Parischem Marmor gefertigt und ist mit einer Höhe von 0,72 m unterlebensgroß. Die Statuette der Göttin ist in drei großen Bruchstücken erhalten, die modern wieder zusammengefügt wurden. Die Bruchstelle der beiden Hauptteile ist am Übergang vom Becken zu den Beinen, ein drittes Stück gehört zum unteren, hinteren Teil des lakonischen Peplos. Erhalten ist kaum mehr als der Torso der Figur. Es fehlen beide Arme von den Schultern an, der Oberteil des Brustkorbes, der Kopf, beide Füße und Teile des wallenden Gewandes. Die Nike trug den Peplos hoch bis unter die Brust gegürtet. Die linke Brust war ebenso wie das rechte Bein unbedeckt, was den Eindruck des Fliegens vermitteln sollte. Die separat hergestellten Flügel waren an der Schulter befestigt, sind aber nicht erhalten. Die Statuette war eine Akroterfigur des rechten westlichen Pediments des Artemistempels von Epidauros und gehörte damit zu einer Gruppe solcher Figuren (NAMA 159, NAMA 161).